# Фузариум соломинковый
Фуза́риум (фуза́рий) соло́минковый (лат. Fusárium culmórum) — вид несовершенных грибов (телеоморфная стадия неизвестна), относящийся к роду фузариум (Fusarium) семейства нектриевые (Nectriaceae).

## Описание
Колонии на картофельно-декстрозном агаре (PDA) с обильным пушистым воздушным мицелием в белых, оливково-желтоватых, охристо-красноватых тонах, быстрорастущие. В центральной части образуются обильные оранжеватые спородохии. В среду выделяется красный, реже оливково-коричневый пигмент.
Макроконидии при культивировании на агаре с гвоздичными листьями (CLA) веретеновидно-серповидные до серповидных, обычно эллиптически-изогнутые, с 3—4 (5) септами. Верхняя клетка короткая, закруглённая, иногда с сосочком, нижняя клетка с ножкой или сосочком в основании. Макроконидии с 3 септами 15—56 × 3,7—11,5 мкм. Микроконидии отсутствуют. Хламидоспоры обычно образуются через 3—5 недель.

### Отличия от близких видов
Fusarium sambucinum отличается более медленным ростом, а также обычно сосочковидной верхушкой верхней клетки макроконидий.

## Экология и значение
Преимущественно почвенный гриб, способен вызывать корневую гниль и коричневую гниль зерновок злаков.
Выделяет токсины монилиформин, фузарин C.

## Таксономия
Fusarium culmorum (W.G.Sm.) Sacc., Syll. fung. 11: 651 (1895). — Fusisporium culmorum W.G.Sm., Diseases of Field and Garden Crops 209 (1884).